# Roberto Sighel
Roberto Sighel (né le 17 février 1967) est un patineur de vitesse italien.

## Biographie
Sa carrière s'étend sur deux décennies, de 1984 à 2004. Il parvient à participer à cinq éditions des Jeux olympiques d'hiver de Calgary 1988 à Salt Lake City 2002, obtenant comme meilleur résultat trois septièmes places. Sa première médaille internationale qu'il décroche est l'argent lors des Championnats du monde toutes épreuves en 1991. Il remporte le titre dans cette compétition l'année suivante à Calgary, battant le record du monde avec un score de 157,150. En 1995, ces championnats se disputent en Italie, à Baselga di Pinè, il y remporte la médaille de bronze.
Le 24 mars 1999, il bat le record du monde de l'heure à Calgary en parcourant 41,041 km.

## Palmarès

### Championnats du monde
- Médaille d'or toutes épreuves en 1992 à Calgary
- Médaille d'argent toutes épreuves en 1991 à Heerenveen
- Médaille de bronze toutes épreuves en 1995 à Baselga di Pinè
- Médaille de bronze toutes épreuves en 1998 à Heerenveen
- Médaille de bronze du 5 000 m en 1998 à Calgary.

### Coupe du monde
- 2 victoires